# 尚普蘭湖運輸公司
尚普蘭湖運輸公司 （英語：Lake Champlain Transportation Company）是一家滾裝船營運商，在美國紐約州和佛蒙特州之間營運三條橫跨尚普蘭湖的航線。1976年至2003年，該公司由佛蒙特州伯靈頓商人小雷蒙德·佩科爾（Raymond C. Pecor Jr.）擁有，他是公司董事會主席。2003年，他將尚普蘭湖運輸公司賣給其子雷蒙德·佩科三世 (Raymond Pecor III)。
尚普蘭湖是美國第十三大湖，最大寬度達12英里（19公里），水深超過300英尺（91公尺）。因此，儘管有人提議在普拉茨堡附近架設橋樑，但在紐約州克朗波因特以北和美加邊界附近的羅斯岬-奧爾堡-斯旺頓渡口以南之「寬闊的湖面」上卻沒有橋樑。雖然如此，每年約有一百萬旅客搭乘渡輪過湖。